# Superstroke
Superstroke («суперштрих», «супермазок») — направление в современном южноафриканском художественном искусстве. Одним из основателей этого направления считается художник Конрад Бо (Michiel Conrad Botha).

## Описание
Superstroke является одним из немногих художественных течений южноафриканского модернизма и абстракционизма. Направление Superstroke подразумевает супер выразительные движения карандашом или кистью, по крайней мере, на некоторой части картины. Это направление возникло под влиянием направления Superflat («суперплоскость»), придуманного современным японским художником Такаси Мураками.
Superstroke состоит из четырёх основных элементов, а именно: стилизованное изображение, нерепрезентативная абстракция, реализм и сочетание. Все эти элементы имеют одинаковое значение и объединяются в единое целое.
В 2008 году был опубликован манифест данного направления искусства — «Superstroke art». В нем описаны основные приёмы и техники использующиеся при создании картин. Манифест разрешает абстрактное и фигуративное искусство, допускает исполнение картин как в цвете, так и чёрно-белое. Если автор использует ручку, карандаш, перо или фюзен, то штрихи должны быть чрезмерно выразительными. Предпочтительны произведения затрагивающие африканскую тематику, темы света и тьмы, жизни и смерти. В Superstroke шероховатая поверхность на некоторых картинах может указывать на суровую реальность страданий в очень бедных странах или в зонах военных действий. Это может также наводить на мысль о неровных поверхностях африканского искусства, которые послужили вдохновением для кубизма. Коллаж, трафарет и каллиграфия являются разрешёнными художественными приёмами. Наконец, в манифесте говорится, что понятие «искусство ради искусства» не применяется. В манифесте упоминаются художественная фотография, но утверждается главенство экспрессионизма над фотореализмом. Картины, написанные в стиле Superstroke, можно определить по частому использованию математических знаков, таких как плюс, минус и знак равенства.
Superstroke не получило широкого распространения. За пределами Южной Африки оно известно лишь в нескольких странах. В направлении Superstroke работают следующие художники: Грег Симмондс (Greg Simmonds), Diiezel, Mr. Sputnik, Менно Баарс (Menno Baars), Джон Завердино (John Zaverdino), Мэй Вентворт (May Wentworth), Жако Эрви (Jaco Erwee), Летиция Лупс (Laetitia Lups).